# Camicia di forza

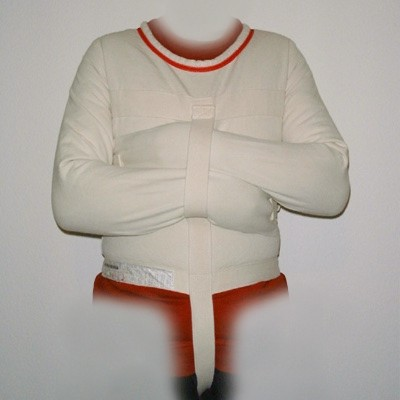
Visione frontale di una camicia di forza.

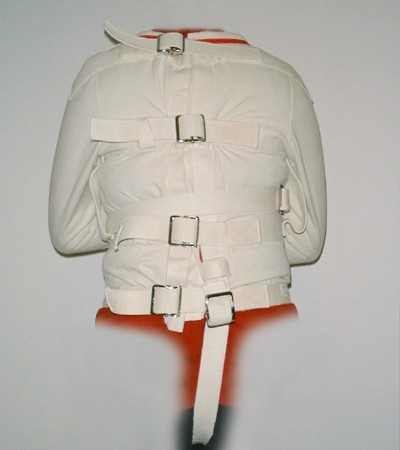
Visione dal retro di una camicia di forza.

La camicia di forza è un indumento di costrizione usato in ambito psichiatrico per costringere un paziente all'immobilità, in caso di agitazione psicofisica incontrollabile che possa arrecare danno a se stessi o ad altri.

## Descrizione
La tipica camicia di forza è un indumento che stringe all'altezza del petto e delle ascelle, con le maniche bloccate in entrambe le estremità degli arti in modo da immobilizzare le braccia in una posizione incrociata. Una cinghia all'altezza del cavallo impedisce al malato di strapparsela via tirandola.

## Storia
Fu inventata nel 1770 in Francia da un tappezziere chiamato Guilleret, che la realizzò per l'ospedale di Bicêtre. Era usata durante il trattamento di disturbi mentali quali schizofrenia, depressione e disturbi d'ansia per prevenire danni a cose e oggetti, ma anche per salvaguardare lo stesso malato e le persone attorno a lui senza fare ricorso alle corde e catene allora in uso.
Taluni illusionisti, come ad esempio Harry Houdini, hanno spesso utilizzato la camicia di forza nei loro spettacoli di escapologia.